# Hendrik Louwes
Hendrik Jan Louwes (ur. 3 lutego 1921 w Ulrum, zm. 2 czerwca 1999 w Vierhuizen) – holenderski polityk i rolnik, poseł do Eerste Kamer, poseł do Parlamentu Europejskiego I i II kadencji.

## Życiorys
Syn Hermana Derka Louwesa i Sietje Spiets, jego ojciec był aktywnym politykiem VVD. Studiował inżynierię rolnictwa i agronomię na Landbouwhogeschool Wageningen oraz Uniwersytecie Illinois. Podjął pracę w Instytucie Ekonomii Rolnictwa, w którym był inspektorem i wiceszefem departamentu. Od 1955 prowadził też własne gospodarstwo w Ulrum. Został wiceszefem rady dyrektorów w przedsiębiorstwie produkującym cukier oraz szefem jednej z jego fabryk.
Zaangażował się w działalność polityczną w ramach Partii Ludowej na rzecz Wolności i Demokracji. Od 1963 do 1979 zasiadał w wyższej izbie parlamentu, Eerste Kamer, gdzie był wiceszefem frakcji VVD. W 1979 i 1984 wybierany do Parlamentu Europejskiego, przystąpił do frakcji liberalno-demokratycznej. Należał m.in. do Komisji Budżetowej, Komisji ds. Rolnictwa, Rybołówstwa i Rozwoju Wsi oraz Delegacji ds. stosunków z państwami Europy Północnej i Radą Nordycką.
Żonaty z Adą Westerhuis, miał dwoje dzieci. Odznaczony Orderem Lwa Niderlandzkiego (kawaler, 1973) i Orderem Oranje-Nassau (komandor, 1988).